# Glyna Masten
Glyna C. Masten, coniugata Harrison (10 gennaio 1942), è un'ex cestista statunitense.

## Carriera
Vinse la medaglia d'oro con gli Stati Uniti ai Giochi panamericani di San Paolo 1963.